# Les Aventures du roi Pausole (film)
Pour les articles homonymes, voir Les Aventures du roi Pausole (homonymie).
Pour plus de détails, voir Fiche technique et Distribution.
Les Aventures du roi Pausole est un film français réalisé par Alexis Granowsky sorti en 1933 au cinéma d'après un roman de Pierre Louÿs, Les Aventures du roi Pausole paru en 1901.
Le film a simultanément été tourné en version anglaise : The Merry Monarch et une version en allemand : Die Abenteuer des Königs Pausole.

## Synopsis
Le bienheureux roi Pausole règne paisiblement sur le royaume de Tryphème, qui n'a ni histoire ni géographie. Chaque nuit, il choisit l'une des 366 épouses (une par jour, plus une pour les années bissextiles) pour partager sa couche. Toutes vivent dans l'attente de cette unique nuit annuelle.
La vie s'écoule calmement jusqu'à l'arrivée d'un sémillant aviateur, Giglio, qui, tombant sous le charme de la fille du roi, la jeune et naïve Princesse Aline, vient bousculer les habitudes du palais et du harem de Pausole, qui finit par se rebeller sous la férule du Grand Eunuque Taxis et de la gouvernante du harem, Dame Perchuque.

## Fiche technique
- Réalisation : Alexis Granowsky
- Scénario et dialogues : Fernand Crommelynck, Henri Jeanson (adaptation), d'après le roman éponyme de Pierre Louÿs
- Décors : Marcel Vertès et Pierre Schild[1]
- Costumes : Marcel Vertès
- Photographie : Rudolph Maté, Louis Née[1] et Marcel Soulié
- Montage : Jacques Saint-Léonard
- Son : Georges Leblond et Hermann Storr
- Musique : Karol Rathaus
  - Lyrics : André Mauprey[1]
  - Chorégraphie : Léonide Massine
- Directeur de production : Marc Asarow
- Sociétés de production :  Films Sonores Tobis, Algra, S.E.P.I.C.
- Pays de production :  France
- Format : Noir et blanc - Son mono - 1,37:1
- Genre :  Comédie
- Durée : 68 minutes
- Date de sortie : 
  - France : 15 décembre 1933

## Distribution
- Josette Day : La Princesse Aline
- André Berley : Le Roi Pausole
- José Noguero : Giglio
- Edwige Feuillère : La Reine Diane
- Armand Bernard : Taxis
- Rachel Devirys : Dame Perchuque
- Simone Bourday : Thierette
- Grazia del Rio : La Reine Fanette
- Gina Guggiari : La 1re danseuse Mirabelle
- Nane Germon : Nicole
- Vera Baranovskaïa : La 1re gouvernante
- Jacqueline Daix
- Micheline Bernard

## Production
- Le tournage, qui a eu lieu sur la Côte d'Azur, a débuté en juillet 1933 pour finir en novembre 1933[1].